# Ancestral comum entre humano e chimpanzé
O ancestral comum entre humano e chimpanzé é a última espécie que humanos, chimpanzés e bonobos compartilharam como ancestral comum.
Em estudos de genética humana, esse ancestral é útil como ponto inicial para calcular taxas de Polimorfismo de nucleotídeo único em que chimpanzés são usados como grupo externo. Ele também é frequentemente citado como parâmetro para determinação molecular do Ancestral comum mais recente visto que o gênero Pan é o táxon mais similar geneticamente ao Homo sapiens.
A idade do último ancestral comum entre humanos e chimpanzés é uma estimativa. Os fósseis de Ardipithecus kadabba, Sahelanthropus tchadensis, e Orrorin tugenensis são os mais próximos em idade e morfologia esperada ao ancestral comum entre chimpanzés e humanos e sugerem que ele pode ser mais antigo do que 7 milhões de anos. Os primeiros estudos com hominoides sugeriram que terá vivido há 25 milhões de anos; entretanto, estudos com sequenciamento de proteínas na década de 1970 sugeriram que ele teria menos de 8 milhões de anos. Métodos genéticos usados para estimar o tempo de divergência entre humanos, orangotangos e gibões, mostraram que a divergência entre humanos e chimpanzés ocorreu há entre 5 e 5,5 milhões de anos.
Como chimpanzés e humanos compartilham o mesmo ancestral, estabelecida a idade geológica, é possível estimar a taxa de mutação. Fósseis do último ancestral comum não foram encontrados.
Richard Wrangham acredita que esse ancestral seja similar ao chimpanzé-comum (Pan troglodytes), e sugeriu classificá-lo no gênero Pan, como Pan prior.